# Pierre Léon (historien)
Pour les articles homonymes, voir Pierre Léon et Léon.
Pierre Léon, né le 24 novembre 1914 à Lyon 2e et mort le 12 octobre 1976 à
Saint-Mandé (Val-de-Marne), est un historien français.

## Biographie
Novateur en histoire économique, sa thèse La Naissance de la grande industrie en Dauphiné (fin du XVIIe siècle-1869), première grande étude économique consacrée à une région, a été publiée en 1954.
Il fut successivement professeur à l'université de Lyon, où il fonda et anima pendant de nombreuses années le Centre d'histoire économique et sociale de la région lyonnaise, puis à la Sorbonne. Il a été membre du Comité consultatif des universités et président de l'Association française des historiens économistes, devenue Association française d'histoire économique (hypotheses.org).
Il a été l'élève de Marc Bloch puis d'Ernest Labrousse. Il a participé activement à des œuvres collectives, en particulier à la conception du traité Histoire économique et sociale de la France (Braudel-Labrousse), Presses universitaires de France, 1970-1982 (rééditions ultérieures). Il fut également l'instigateur de l'Histoire économique et sociale du monde, six volumes, Armand Colin, 1970-1978, dont il a assumé la direction.
Le Centre d'histoire économique et sociale de la région lyonnaise est en son honneur renommé Centre Pierre Léon. Le professeur Pierre Léon a créé en 1968 le Bulletin du Centre d'histoire économique et sociale de la région lyonnaise qui est continué sous le nom Bulletin du Centre Pierre Léon, puis Cahiers du Centre Pierre Léon d'histoire économique et sociale

## Publications
- Deux siècles d'activité minière et metallurgique en Dauphiné : L'usine d'Allevard (1675-1870), Revue de Géographie alpine, 1948, pp. 215-258.
- La Naissance de la grande industrie en Dauphiné (fin du XVIIe siècle-1869) 2 volumes, Faculté des lettres de Grenoble, PUF, 1954.
- Économie et Diplomatie : les Relations commerciales delphino-piémontaises au début du XVIIIe siècle (1700-1730), Cahiers d'histoire, 1960, pp 277–304.
- La guerre économique franco-sarde au début du XVIIIe siècle. Étude des relations commerciales delphino-piémontaises (1700-1730), Bulletin du C. T. H. S. Section d'histoire moderne et contemporaine (1961) pp. 615–620.
- « Les Techniques métallurgiques dauphinoises au XVIIIe siècle », dans : Histoire de la Pensée, V, Paris, Hermann, 1961[3].
- Marchands et spéculateurs dauphinois dans le monde antillais du XVIIIe siècle, Les Belles Lettres (1963)
- « Crises et adaptations de la métallurgie alpine. L'usine d'Allevard (1869-1914) » Cahiers d'histoire, Grenoble (1963)[4].
- La région lyonnaise dans l'histoire économique et sociale de la France. Une esquisse (XVIe – XXe siècles), Revue historique, 1966, pp. 31–62.
- Économies et sociétés de l'Amérique latine, SEDES, 1969.
- Économies et sociétés préindustrielles : 1650-1780 t. 2, Armand Colin, 1970.
- Géographie de la fortune et structures sociales à Lyon au XIXe siècle (1815-1914), Lyon, Université Lyon II, 1974.
- Une bibliographie plus longue est disponible sur le site d'IdRef Sudoc[5].